# Andrea Barnabà
Andrea Barnabà, anche noto come Andrea Barnaba (Trieste, 4 giugno 2004), è un tuffatore italiano, specializzato nei tuffi dalle grandi altezze.

## Carriera
Triestino, formatosi inizialmente come piattaformista, Barnabà si dedicò alle grandi altezze a partire dai sedici anni. 
Nel 2022, all'età di diciotto anni, venne convocato in nazionale per prendere parte ai campionati europei. Nella gara maschile dei tuffi dalle grandi altezze giunse al nono posto.
A dicembre dello stesso anno, allenato da Nicole Belsasso (moglie del tuffatore Alessandro De Rose), prese parte ai mondiali giovanili di tuffi e conquistò la medaglia d'oro nella piattaforma 15 m.
In occasione dei campionati mondiali di nuoto 2023, si piazzò quindicesimo nella gara maschile.
L'anno seguente, ai campionati mondiali di nuoto 2024, migliorò la posizione, classificandosi al nono posto nella gara maschile.
In seguito alle buone prestazioni ottenute, nel 2025 divenne il più giovane atleta ad ottenere lo status di tuffatore permanente per le World Series.
Nello stesso anno, prese parte ai mondiali di Singapore, dove ottenne la sesta piazza in finale.
Andrea Barnabà è fidanzato con la collega Elisa Cosetti.